# Oncko Quirijn Jacob Johan van Swinderen
Oncko Quirijn Jacob Johan van Swinderen (Groningen, 20 september 1812 - Midlaren, 28 november 1870) was een Nederlandse politicus en grootgrondbezitter.

## Leven en werk
Van Swinderen was een telg uit het geslacht Van Swinderen en een zoon van Oncko van Swinderen (1775-1850) en Quirina Jacoba Johanna Gerlacius (1775-1846). Hij studeerde rechten aan de universiteit van Groningen en promoveerde aldaar in 1834. In 1830 schreef hij het krijgslied voor Groningens vrijwillig uittrekkende studenten. Een flankeurscompagnie samengesteld uit studenten uit Groningen en Franeker nam in dat jaar deel aan de Tiendaagse Veldtocht. Van Swinderen vestigde zich na zijn studie als advocaat te Groningen. Door de aankoop van onroerend goed verwierf hij een positie als grootgrondbezitter. Hij trouwde op 22 juni 1838 te Amsterdam met Catharina Cornelia van Naamen. Van Swinderen was van 1856 tot 1868 lid van Provinciale Staten van Groningen. Hij overleed in november 1870 op 58-jarige leeftijd in zijn buitenverblijf Meerwijk te Midlaren.

## Meerwijk

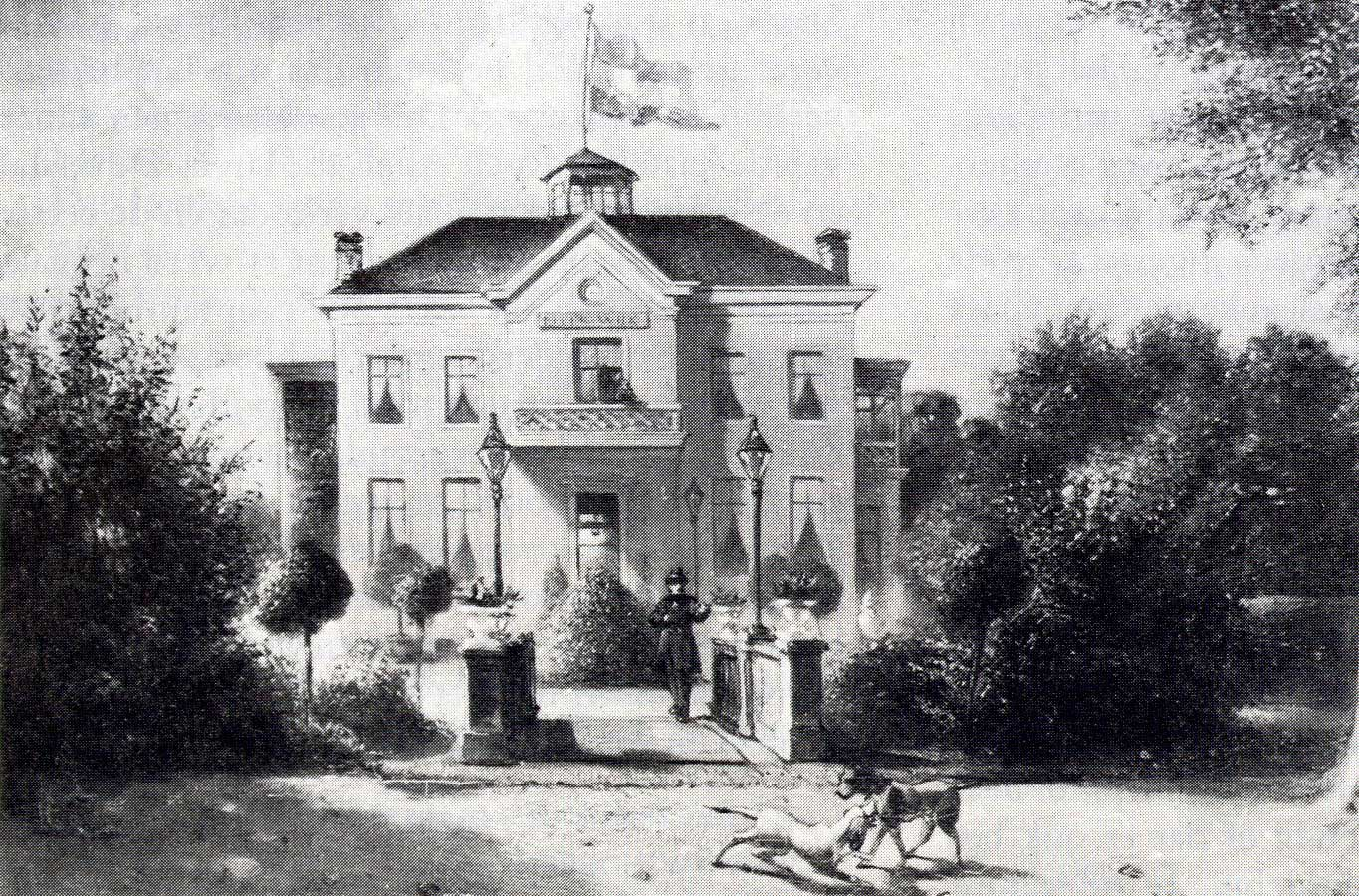
Het buitenverblijf Meerwijk te Midlaren na de verbouwing in 1861 door Oncko Quirijn Jacob Johan van Swinderen

Van Swinderen kocht het buitenverblijf Meerwijk (of chiquer: Meerwijck) in Midlaren in 1859. Hij liet het huis ingrijpend verbouwen onder meer door het uit te breiden met een tweede verdieping. Het huis dateert uit 1649 en werd als buitenplaats gebouwd door de burgemeester van Groningen Johan de Drews (bij de boedelscheiding na zijn dood in 1710 werd het overigens een 'borgh' genoemd, hetgeen het echter nooit is geweest). Net als zijn voorgangers gebruikte ook Van Swinderen Meerwijk als zijn buitenverblijf. In de winter woonde hij aan de Ossenmarkt in Groningen. Na zijn overlijden kwam Meerwijk in het bezit van zoon de latere commissaris des Konings in Drenthe Petrus Johannes van Swinderen. Diens erfgenamen verkochten het buitenverblijf in 1934. In 1942 ging Meerwijk door brand verloren.

## Collatierecht
Van Swinderen meende vanwege het bezit van Meerwijk heerlijke rechten te bezitten, onder meer het collatierecht bij de benoeming van de predikant van Noordlaren. Hij moest echter bakzeil halen en vertoonde zich daarna niet meer in deze kerk.